# Kepler-31

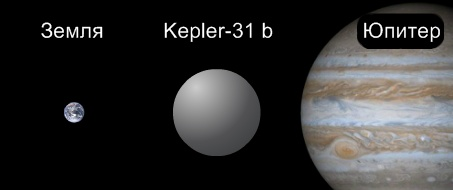
So sánh kích cỡ của ngôi sao Kepler-31b với Trái Đất (trái) và Sao Mộc (phải).

Kepler-31 là một ngôi sao ở phía Bắc chòm sao Thiên Nga, đó là quay quanh bởi một hành tinh được tìm thấy là rõ ràng trong phạm vi của ngôi sao vùng sinh sống. Nó nằm ở tọa độ thiên thể: Xích kinh 19h 36m 05.5270s, xích vĩ +45° 51′ 11.106″. Với độ lớn trực quan biểu kiến là 14.0, ngôi sao này quá mờ để có thể nhìn thấy bằng mắt thường.

### Hệ hành tinh
| Thiên thể đồng hành (thứ tự từ ngôi sao ra) | Khối lượng | Bán trục lớn (AU) | Chu kỳ quỹ đạo (ngày) | Độ lệch tâm | Độ nghiêng | Bán kính        |
| ------------------------------------------- | ---------- | ----------------- | --------------------- | ----------- | ---------- | --------------- |
| b                                           | <6.8 MJ    | 0.16              | 20.8613               | —           | —          | 0.38± 0.07 RJ   |
| c                                           | <4.7 MJ    | 0.26              | 42.6318               | —           | —          | 0.38± 0.07 RJ   |
| d                                           | —          | 0.39              | 87.648901± 0.000801   | —           | —          | 0.407± 0.099 RJ |